# Edge sorting
Edge sorting (còn được gọi là kỹ thuật lợi dụng sự sai khác ngẫu nhiên của mặt bài úp) là một kĩ thuật được sử dụng để tạo ra lợi thế trong sòng bạc. Người chơi có thể biết được một mặt bài úp là thấp hay cao trong các game bài tại sòng bạc bằng cách quan sát, học hỏi và khai thác sự khác biệt không có chủ ý ở mặt sau của lá bài.
Kỹ thuật này được tay chơi bài Poker nổi tiếng Phil Ivey áp dụng và sau đó bị kiện ra tòa. Tòa án phúc thẩm và Tòa án tối cao Anh Quốc đã phán quyết đây là kĩ thuật đòi hỏi người chơi phải lừa người chia bài bằng cách thay đổi chiều của các quân bài giá trị cao. Nó cấu thành tội lừa đảo trong luật dân sự và một sòng bạc có quyền từ chối trả thưởng số tiền thắng cuộc nếu người chơi lợi dụng kỹ thuật này. Tuy nhiên, phán quyết sẽ không áp dụng cho những người chơi đơn thuần sử dụng quan sát trên bộ bài ngẫu nhiên, mà không có những tác động chủ ý (yêu cầu xoay ngang, dọc lá bài từ người chia bài để có được lợi thế).

## Phương pháp kỹ thuật
Kỹ thuật này lợi dụng sự sai khác ở mặt sau của bộ bài, thường đến từ các sai sót kỹ thuật không có chủ ý từ nhà sản xuất của bộ bài. Thông thường, mặt sau của mỗi lá bài trong một bộ bài là giống hệt nhau, nhưng có trường hợp, có bộ bài có 2 cạnh của lá bài có sự sai khác nhất định. VD: 1 cạnh là một nửa hình kim cương và cạnh còn lại là toàn bộ hình kim cương.
Trong quá trình chơi, người chơi sử dụng kỹ thuật edge sorting sẽ phát hiện ra sự sai khác này thực hiện hành động để phân loại giá trị cao thấp của các lá bài. Người chơi sẽ yêu cầu người chia bài xoay thẻ bài có giá trị cao và không xoay các thẻ bài có giá trị thấp. Lý do họ đưa ra với người chia bài là điều này sẽ mang lại may mắn. Về phía người chia bài, nếu họ chưa từng tiếp xúc với kỹ thuật này và đơn thuần chỉ tin tưởng người chơi là một người mê tín, họ sẽ thực hiện theo yêu cầu trên một cách vô tình. Việc định hướng giúp cho người chơi biết được một lá bài là cao hay thấp chỉ bằng cách nhìn vào mặt sau của lá bài đó. Miễn rằng, hướng của quân bài vẫn tồn tại kể cả sau khi bị xáo trộn. Do đó, người chơi sẽ yêu cầu một máy xáo bài tự động, giúp giữ nguyên hướng của quân bài không giống như xáo bài thủ công. Về phía nhà cái, họ không bắt buộc phải tuân thủ theo bất cứ yêu cầu nào của người chơi, nhưng thường sẽ làm như vậy nếu họ xác định đây chỉ là một hành động mê tín khi chơi cờ bạc.
Việc xoay các con bài theo hướng được thực hiện, thường là giữ nguyên lá bài giá trị thấp và đảo chiều ngược lại với các lá bài giá trị cao, trong mỗi ván chơi càng về sau sẽ càng giúp tăng lợi thế chiến thắng cho người chơi. Tới một tỉ lệ nhất định, người chơi có thể kiểm soát được gần như toàn bộ giá trị các lá bài chỉ bằng cách nhìn vào mặt sau của lá bài đó.

## Tính hợp pháp
Sòng bạc cho rằng đây là kỹ thuật gian lận; nhiều người chơi cho rằng họ đang chơi hợp pháp để đạt được lợi thế nhất định.
Kỹ thuật đánh dấu bài edge sorting có thể được sử dụng nhiều nhất trong các kiểu bài không quan tâm tới chất và chỉ quan tâm tới giá trị của lá bài, ngoài ra, nó cũng giúp người chơi đạt được tay bài của mức điểm tốt nhất có thể. Một trong những kiểu bài hay được áp dụng là Baccarat, phiên bản được áp dụng nhiều nhất là Punto Banco (hay còn gọi là Player – Banker, hoặc tên khác là Người chơi – Nhà cái). Luật chơi bài Baccarat cho biết cụ thể khi bạn phán đoán được điểm của bản thân lớn hơn hay nhỏ hơn so với nhà cái, bạn sẽ biết được tỉ lệ đặt ra sao thì hợp lý.
Năm 2012, người chơi poker chuyên nghiệp Phil Ivey và đối tác Cheung Yin Sun đã thắng 9,6 triệu USD từ việc chơi bài baccarat tại sòng bạc Borgata. Tháng 4/2014, sòng bạc Borgata đã đệ đơn kiện Ivey và Cheung vì số tiền mà họ thắng cược. Năm 2016, Thẩm phán Liên bang đã phán quyết Ivey và Cheung phải hoàn trả 10 triệu USD cho sòng bạc Borgata. Thẩm phán cấp quận của Hoa Kỳ, Noel Hillman phán quyết họ không phạm tội lừa đảo nhưng vi phạm hợp đồng với sòng bạc này. Ông cho biết họ đã không tuân thủ các quy tắc trong Đạo luật kiểm soát sòng bạc New Jersey với việc cấm sử dụng thẻ đánh dấu bài. Cho dù, họ không đánh dấu các thẻ bài, chỉ sử dụng các khiếm khuyết nhỏ của lá bài để đạt được lợi thế.
Cuối 2012, Phil Ivey tiếp tục được báo cáo đã thắng 7,7 triệu bảng Anh (xấp xỉ 11 triệu USD) khi chơi punto banco, một phiên bản của bài baccarat tại sòng bạc Crockfords, Luân Đôn. Sòng bạc Crockfords đồng ý hoàn trả 1 triệu bảng cho Ivey và số tiền mà anh ta thắng cuộc nhưng cuối cùng đã từ chối thanh toán. Ivey đã kiện sòng bạc này ra Tòa án tối cao Vương quốc Anh nhưng bị bác bỏ. Kỹ thuật này được đưa vào danh sách "lừa đảo vi phạm luật dân sự". Bản báo cáo từ Tòa án cho biết Ivey và những người sử dụng kỹ thuật này không được coi là gian lận, và kỹ thuật này không phải là một kỹ thuật trọng yếu, lừa đảo có tính chất hệ thống. Nó có thể được sòng bạc tự bảo vệ một cách dễ dàng. Điểm quan trọng của bản án cho biết Ivey đã tích cực sử dụng lỗ hổng này dưới vỏ bọc vô tội để chuộc lợi cho bản thân, thay vì sử dụng các lỗ hổng hoặc sự bất thường khác từ phía sòng bạc. Ivey tiếp tục kháng cáo bản án nhưng không thành công.
Năm 2017, Ivey tiếp tục kháng cáo một lần nữa lên Tòa án tối cao Vương quốc Anh với các điều khoản có lợi cho sòng bạc. Cả năm thẩm phán đều giữ nguyên phán quyết của tòa phúc thẩm, "bác bỏ đơn kháng cáo trên cơ sở sự không trung thực không phải là một yếu tố cần thiết của gian lận"